# Преспа (Хорватія)
45°52′ пн. ш. 16°55′ сх. д. / 45.86° пн. ш. 16.91° сх. д.
Преспа (хорв. Prespa) — населений пункт у Хорватії, у Б'єловарсько-Білогорській жупанії у складі міста Б'єловар.

## Населення
Населення за даними перепису 2011 року становило 511 осіб.
Динаміка чисельності населення поселення: